# Кино през 2015 година
Това е списък на събития, свързани с киното през 2015 година.

## Събития

### Церемонии по връчване на награди
- 11 януари – 72-рите награди Златен глобус в Бевърли Хилс.
- 8 февруари – 68-ите награди на БАФТА в Лондон.
- 15 февруари – 19-ите награди Сателит в Лос Анджелис.
- 20 февруари – 40-ите награди Сезар в Париж.
- 21 февруари – 35-ите награди Златна малинка в Лос Анджелис.
- 22 февруари – 87-ите награди Оскар в Лос Анджелис.
- 29 март – 20-ите награди Емпайър в Лондон.
- 25 юни – 41-вите награди Сатурн в Бърбанк.
- 12 декември – 28-ите Европейски филмови награди в Берлин.

### Кинофестивали
- 22 януари – 1 февруари – Сънданс 2015 в Парк Сити.
- 5 – 15 февруари – 65-и фестивал Берлинале в Берлин.
- 12 – 24 май – 68-и фестивал в Кан.
- 2 – 12 септември – 72-ри фестивал във Венеция.
- 10 – 20 септември – 40-и фестивал в Торонто.

### България
- 5 – 29 март – София Филм Фест 2015 в София.
- 2 – 11 октомври – Златна роза 2015 в Варна.
  - „11А“, „Аферим!“, „Бартер“, „Васил Гендов – Мит и реалност“, „Виктория“, „Докато Ая спеше“, „Досието Петров“, „Дякон Левски“, „Жажда“, „Жената на моя живот“, „Защо аз?“, „Имало едно време един уестърн“, „Каръци“, „Любов и инженерство“, „Мама и другите шантавели в семейството“, „Момичето от НиЗката Земя“, „С лице надолу“, „Семейни реликви“, „Сняг“, „Събирач на трупове“

## Най-касови филми
| №   | Заглавие                                      | Филмово студио                                 | Приходи (млн. USD) |
| --- | --------------------------------------------- | ---------------------------------------------- | ------------------ |
| 1.  | „Междузвездни войни: Силата се пробужда“      | Lucasfilm                                      | 2067               |
| 2.  | „Джурасик свят“                               | Universal Studios                              | 1670               |
| 3.  | „Бързи и яростни 7“                           | Universal Studios                              | 1516               |
| 4.  | „Отмъстителите: Ерата на Ултрон“              | Marvel Studios                                 | 1405               |
| 5.  | „Миньоните“                                   | Universal Studios / Illumination Entertainment | 1159               |
| 6.  | „Спектър“                                     | Metro-Goldwyn-Mayer / Columbia Pictures        | 881                |
| 7.  | „Отвътре навън“                               | Walt Disney Pictures / Pixar                   | 857                |
| 8.  | „Мисията невъзможна: Престъпна нация“         | Paramount Pictures                             | 682                |
| 9.  | „Игрите на глада: Сойка-присмехулка – част 2“ | Lionsgate                                      | 653                |
| 10. | „Марсианецът“                                 | 20th Century Fox                               | 630                |

## Награди
| Категория           | 73-ти награди Златен глобус 10 януари 2016  | 73-ти награди Златен глобус 10 януари 2016  | 69-и награди на БАФТА 14 февруари 2016       | 88-и награди Оскар 28 февруари 2016          |
| Категория           | Драма                                       | Мюзикъл или комедия                         | 69-и награди на БАФТА 14 февруари 2016       | 88-и награди Оскар 28 февруари 2016          |
| ------------------- | ------------------------------------------- | ------------------------------------------- | -------------------------------------------- | -------------------------------------------- |
| Филм                | „Завръщането“                               | „Марсианецът“                               | „Завръщането“                                | „Спотлайт“                                   |
| Актьор              | Леонардо ди Каприо „Завръщането“            | Мат Деймън „Марсианецът“                    | Леонардо ди Каприо „Завръщането“             | Леонардо ди Каприо „Завръщането“             |
| Актриса             | Бри Ларсън „Стая“                           | Дженифър Лоурънс „Джой“                     | Бри Ларсън „Стая“                            | Бри Ларсън „Стая“                            |
| Режисьор            | Алехандро Гонсалес Иняриту „Завръщането“    | Алехандро Гонсалес Иняриту „Завръщането“    | Алехандро Гонсалес Иняриту „Завръщането“     | Алехандро Гонсалес Иняриту „Завръщането“     |
| Поддържащ актьор    | Силвестър Сталоун „Крийд: Сърце на шампион“ | Силвестър Сталоун „Крийд: Сърце на шампион“ | Марк Райланс „Мостът на шпионите“            | Марк Райланс „Мостът на шпионите“            |
| Поддържаща актриса  | Кейт Уинслет „Стив Джобс“                   | Кейт Уинслет „Стив Джобс“                   | Кейт Уинслет „Стив Джобс“                    | Алисия Викандер „Момичето от Дания“          |
| Адаптиран сценарий  | „Стив Джобс“ Арън Соркин                    | „Стив Джобс“ Арън Соркин                    | „Големият залог“ Адам Маккей и Чарлз Рандолф | „Големият залог“ Адам Маккей и Чарлз Рандолф |
| Оригинален сценарий | „Стив Джобс“ Арън Соркин                    | „Стив Джобс“ Арън Соркин                    | „Спотлайт“ Том Маккарти и Джош Сингър        | „Спотлайт“ Том Маккарти и Джош Сингър        |
| Чуждестранен филм   | „Синът на Саул“                             | „Синът на Саул“                             | „Диви истории“                               | „Синът на Саул“                              |
| Анимационен филм    | „Отвътре навън“                             | „Отвътре навън“                             | „Отвътре навън“                              | „Отвътре навън“                              |

## Починали
- 10 януари – Франческо Рози
- 11 януари – Анита Екберг
- 27 февруари – Ленърд Нимой
- 2 април – Мануел де Оливейра
- 7 април – Джефри Люис
- 15 май – Джон Стивънсън
- 23 май – Ан Мийра
- 7 юни – Кристофър Лий
- 11 юни – Рон Муди
- 22 юни – Джеймс Хорнър
- 22 юни – Лаура Антонели
- 3 юли – Аманда Питърсън
- 8 юли – Ъруин Кийс
- 10 юли – Омар Шариф
- 10 юли – Роджър Рийс
- 18 юли – Алекс Роко
- 21 юли – Теодор Бикел
- 3 август – Колийн Грей
- 17 август – Ивон Крейг
- 30 август – Уес Крейвън
- 6 септември – Мартин Милнър
- 27 септември – Джон Гилермин
- 5 октомври – Шантал Акерман
- 12 октомври – Джоан Лесли
- 17 октомври – Даниел Делорм
- 24 октомври – Морийн О'Хара
- 30 ноември – Елдар Рязанов
- 4 декември – Робърт Лоджия
- 27 декември – Хаскел Уекслър